# Roscoe Tanner
Roscoe Tanner es un extenista de los Estados Unidos.
Tanner fue uno de los jugadores más destacados de fines de la década de 1970 aunque su talento fuera eclipsado por otros grandes jugadores de la época como Björn Borg, Jimmy Connors, John McEnroe o Guillermo Vilas.
Es mayormente reconocido por su conquista el Grand Slam de Australia de 1977 (el primero de los dos jugados en ese año) en donde derrotó a Guillermo Vilas en la final y por su maratoniano partido en la final de Wimbledon en 1979 ante el sueco Björn Borg.
Su juego se caracterizaba por un servicio demoledor, de los más potentes que se habían visto hasta ese momento (ostentó largo tiempo el récord de velocidad en 153 millas por hora, hasta que se lo arrebató Andy Roddick con uno de 155) y por sus aproximaciones continuas a la red con dotes de buen voleador. Además, su disposición al juego era excelente.
Lamentablemente también es conocido por sus problemas financieros y por sus incursiones en las cárceles de su país por causas de estafa.

## Primeros años
Roscoe nació en la ciudad estadounidense de Chattanooga, hijo de una familia de buenos recursos y comenzó a practicar tenis en la Universidad de Chattanooga. Tempranamente se destacó por su talento y consiguió el título nacional para menores de 16 en la ciudad de Dallas para luego dedicarse a su vida como profesional.

## Carrera profesional
Tanner provocó su primer impacto como profesional en el Abierto de los Estados Unidos a los 20 años de edad al alcanzar los cuartos de final de ese torneo y su poderoso servicio ya comenzaba a provocar asombro
No fue hasta 1974 que el zurdo obtuvo su primer título como profesional en Christchurch, Nueva Zelanda. Alcanzó su primera semifinal en un Grand Slam en el US Open con victorias ante Ilie Năstase y Stan Smith. En semifinales perdió ante Jimmy Connors en tres ajustados sets por 7-6, 7-6 y 6-4.
En 1975 alcanzó por primera vez las semifinales de Wimbledon tras vencer a Guillermo Vilas en 5 sets en cuartos de final. En semis perdió ante Jimmy Connors en tres sets. También fue el año de su debut en Copa Davis, en donde le ganó el primer partido al mexicano Roberto Chávez y perdió el segundo ante Raúl Ramírez en la victoria norteamericana.
En el año 1976 obtuvo los títulos de Cincinnati, Columbus, San Francisco y Tokio. Alcanzó por segunda vez consecutiva las semifinales de Wimbledon luego de una excelente victoria en cuartos de final ante Connors en sets corridos. En semifinales perdió en tres sets ante Björn Borg.
Fue en el año 1977 donde conquistó su primer título grande en el Abierto de Australia de enero (ese año se jugaron por única vez en la historia 5 torneos de Grand Slam en un año jugándose el Abierto de Australia en el mes de enero y otro en diciembre). Derrotó en la final al argentino Guillermo Vilas en tres sets. En ese entonces el Abierto de Australia se jugaba sobre hierba. 
Igualmente su logro más recordado fue la final de Wimbledon de 1979 donde enfrentó al entonces mejor jugador del mundo Björn Borg quien venía de alcanzar tres títulos consecutivos en Wimbledon en los años anteriores. Ante la sorpresa de todos Roscoe logró llevar el partido a un quinto set en donde prevaleció el sueco por un resultado de 6-7, 6-1, 3-6, 6-3 y 6-4. Fue la primera final de Wimbledon televisada en directo para los Estados Unidos a pesar de estar programada para una hora poco atractiva (9 de la mañana del sábado) sobre todo porque se esperaba una final entre Borg y McEnroe o Connors. Luego se tomaría revancha en el US Open al vencer a Borg en cuartos de final. En su segunda semifinal en el torneo neoyorquino, perdió ante el talentoso Vitas Gerulaitis en 5 sets luego de haber triunfado en fácilmente en los dos primeros.
Roscoe continuó jugando al tenis por unos años más logrando su último título en Filadelfia 1981. Ese mismo año fue una pieza fundamental en la conquista de la Copa Davis junto a John McEnroe. Tanner participó en tres series y aunque la final ante Argentina perdió su partido ante José Luis Clerc, las victorias de McEnroe en singles y dobles sirvieron para alzarse con la copa en Cincinnati.
En total conquistó 16 títulos de sencillos y 13 de dobles en su carrera y logró alcanzar las finales de 24 torneos en singles y 17 en dobles.

## Su vida fuera del tenis
Su vida personal tomó conocimiento público por sus romances y sus problemas con la ley.
A pesar de haber recaudado más de 1,7 millones de dólares en premios y mucho más en contratos publicitarios Tanner dilapidó su fortuna rápidamente.
En 1985 la sentencia por su divorcio de su primera esposa Nancy determinó que Tanner debía pagar una suma de 500 000 dólares, entregar su casa en Montecito y una suma mensual de 10 000 dólares para criar a su hija Lauren.
Junto a su nueva mujer Charlotte tuvo dos hijas y su apego a la vida lujosa empezó a provocarle sus primeros endeudamientos. Más tarde un test de ADN determinaría que él era el padre de Omega Anne Romano, hija de una prostituta de Nueva York.
Tanner fue arrestado por primera vez jugando un torneo de veteranos en Naples por no pagar los cargos para la crianza de su hija con Romano. Más tarde el y su esposa Charlotte se declararon en bancarrota y se divorciaron en 1999, por lo que Tanner se debió hacer cargo una suma mensual de 7 000 dólares para mantener a sus dos hijas con Charlotte.
Su mayor escándalo provino de una causa de estafa. Junto a su tercera esposa Margaret Barna compraron un barco pagando con un cheque sin fondo por lo que fue arrestado en Alemania y luego extraditado a los Estados Unidos siendo acusado de estafador y mentiroso compulsivo. Cumplió arresto en Florida (por el bote) y Nueva Jersey (por el no pago de fondos para sus hijos).
En 2004 fue encarcelado por el caso con Romano y luego puesto en libertad. 
En 2006 fue sentenciado a dos años de prisión por el caso del robo del barco condena que cumplió en la cárcel de Lake Butler, Florida.
Posteriormente se instaló en Vero Beach, Florida, donde ha trabajado como entrenador de tenis.

## Torneos de Grand Slam

### Campeón Individuales (1)
| Año  | Torneo               | Oponente en la final | Resultado   |
| 1977 | Abierto de Australia | Guillermo Vilas      | 6-3 6-3 6-3 |

### Finalista en Individuales (1)
| Año  | Torneo    | Oponente en la final | Resultado           |
| 1979 | Wimbledon | Björn Borg           | 7-6 1-6 6-3 3-6 4-6 |

## Títulos (29)

### Individuales (16)
| Leyenda                |
| Grand Slam (1)         |
| Tennis Masters Cup (0) |
| ATP Masters Series (0) |
| ATP Tour (15)          |

| N.º | Fecha                    | Torneo                            | Superficie    | Oponente en la final | Resultado           |
| --- | ------------------------ | --------------------------------- | ------------- | -------------------- | ------------------- |
| 1.  | 22 de abril de 1974      | Denver, Estados Unidos            | Dura          | Arthur Ashe          | 6-2 6-4             |
| 2.  | 27 de octubre de 1974    | Christchurch, Nueva Zelanda       | Dura          | Ray Ruffels          | 6-4 6-2             |
| 3.  | 12 de mayo de 1975       | Las Vegas, Estados Unidos         | Dura          | Ross Case            | 5-7 7-5 7-6         |
| 4.  | 20 de julio de 1975      | Chicago, Estados Unidos           | Dura          | John Alexander       | 6-1 6-7 7-6         |
| 5.  | 12 de julio de 1976      | Cincinnati, Estados Unidos        | Dura          | Eddie Dibbs          | 7-6 6-3             |
| 6.  | 9 de agosto de 1976      | Columbus, Estados Unidos          | Dura          | Stan Smith           | 6-4 7-6             |
| 7.  | 27 de septiembre de 1976 | San Francisco, Estados Unidos     | Dura          | Brian Gottfried      | 4-6 7-5 6-1         |
| 8.  | 1 de noviembre de 1976   | Tokio Outdoor, Japón              | Tierra batida | Corrado Barazzutti   | 6-3 6-2             |
| 9.  | 1 de enero de 1977       | Abierto de Australia, Australia   | Dura          | Guillermo Vilas      | 6-3 6-3 6-3         |
| 10. | 12 de diciembre de 1977  | Sydney Outdoor, Australia         | Dura          | Brian Teacher        | 6-3 3-6 6-3 6-7 6-4 |
| 11. | 13 de febrero de 1978    | Palm Springs, Estados Unidos      | Dura          | Raúl Ramírez         | 6-1 7-6             |
| 12. | 6 de agosto de 1978      | Nueva Orleans, Estados Unidos     | Dura          | Víctor Amaya         | 6-3 7-5             |
| 13. | 12 de febrero de 1979    | Rancho Mirage, Estados Unidos     | Dura          | Brian Gottfried      | 6-4 6-2             |
| 14. | 11 de marzo de 1979      | Washington Indoor, Estados Unidos | Dura          | Brian Gottfried      | 6-4 6-4             |
| 15. | 2 de junio de 1980       | Mánchester, Inglaterra            | Hierba        | Stan Smith           | 6-3 6-4             |
| 16. | 26 de enero de 1981      | Filadelfia, Estados Unidos        | Dura          | Wojtek Fibak         | 6-2 7-6 7-5         |

### Finalista en individuales (24)
- 1972: Los Ángeles WCT (pierde ante Stan Smith)
- 1972: Albany (pierde ante Jimmy Connors)
- 1973: Milan WCT (pierde ante Marty Riessen)
- 1974: Palm Desert WCT (pierde ante Rod Laver
- 1974: Columbus (pierde ante Raúl Ramírez)
- 1974: Maui (pierde ante John Newcombe)
- 1975: San Petersburgo WCT (pierde ante Raúl Ramírez)
- 1975: St. Louis (pierde ante Vitas Gerulaitis)
- 1975: Charlotte (pierde ante Raúl Ramírez)
- 1975: Los Ángeles (pierde ante Arthur Ashe)
- 1976: Birmingham (pierde ante Jimmy Connors)
- 1976: Palm Springs (pierde ante Jimmy Connors)
- 1976: South Orange (pierde ante Ilie Năstase)
- 1976: Wembley (pierde ante Jimmy Connors)
- 1977: South Orange (pierde ante Guillermo Vilas)
- 1978: Filadelfia WCT (pierde ante Jimmy Connors)
- 1979: Nueva Orleans (pierde ante John McEnroe)
- 1979: Wimbledon (piede ante Björn Borg)
- 1979: Cincinnati (pierde ante Peter Fleming)
- 1980: Richmond WCT (pierde ante John McEnroe)
- 1981: Menfis (pierde ante Gene Mayer)
- 1981: Bristol (pierde ante Mark Edmondson)
- 1981: Sydney (pierde ante John McEnroe)
- 1982: La Costa WCT (pierde ante Johan Kriek)